# Дегриз, Марк
Марк Габриэль Дегриз (нидерл. Marc Gabriel Degryse; род. 4 сентября 1965, Руселаре, Бельгия) — бельгийский футболист, нападающий. Известен по выступлениям за «Брюгге», «Андерлехт» и сборную Бельгии. Участник чемпионатов мира 1990 и 1994 годов.

## Клубная карьера
В 1984 году Дегриз начал свою карьеру в «Брюгге», дебютировав за клуб в Жюпиле лиге. В команде он провел шесть сезонов и помог «Брюгге» выиграть чемпионат, Кубок и Суперкубок Бельгии. В 1989 году Марк перешёл в стан главного соперника «чёрно-синих» «Андерлехт». Сумма трансфера составила 2,5 млн евро. С новой командой Дегриз ещё четыре раза выиграл первенство Бельгии. Летом 1995 года за 1,5 млн. евро Марк перешёл в английский «Шеффилд Уэнсдей». В новом клубе он стал лидером. Дегриз помог команде избежать вылета в Чемпионшип и по окончании сезона был признан лучшим футболистом команды. В 1996 году он перешёл в нидерландский ПСВ. С новой командой он дважды завоевал Кубок Нидерландов и стал чемпионом Эредивизи, но этот отрезок его карьеры был омрачен большим количеством травм.
В 1998 году Дегриз вернулся на родину, где несколько сезонов выступал за «Гент» и «Беерсхот». В 2002 году он завершил карьеру футболиста и занял должность технического директора в «Брюгге».

## Международная карьера
В 1984 году в матче против сборной Аргентины Дегриз дебютировал за сборную Бельгии. В 1990 году он был включен в заявку национальной команды на участие в Чемпионате мира в Италии. На турнире он сыграл в матчах против сборных Испании, Уругвая, Англии, а в поединке против сборной Южной Кореи забил победный гол.
В 1994 году Марк во второй раз принял участие в Чемпионате мира в США. На турнире он сыграл во встречах против сборных Саудовской Аравии и Нидерландов, а поединке против Марокко забил победный гол.

## Достижения
Командные
 «Брюгге»
- Чемпион Бельгии — 1987/88
- Обладатель Кубка Бельгии — 1985/86
- Обладатель Суперкубка Бельгии — 1985

 «Андерлехт»
- Чемпион Бельгии (4): 1991, 1993, 1994, 1995
- Обладатель Кубка Бельгии — 1993/1994
- Обладатель Суперкубка Бельгии (2): 1993, 1995

 ПСВ
- Чемпион Нидерландов — 1996/1996
- Обладатель Суперкубка Нидерландов (2): 1996, 1997

Индивидуальные
- Футболист года в Бельгии — 1991
- Лучший футболист Жюпиле лиги (4): 1988, 1991, 1995, 2000